# Binómio de Newton
Em matemática, binómio de Newton (português europeu) ou binômio de Newton (português brasileiro) permite escrever na forma canônica o polinómio correspondente à potência de um binómio. O nome é dado em homenagem ao físico e matemático Isaac Newton. Entretanto, deve-se salientar que o Binômio de Newton não foi o objeto de estudos de Isaac Newton. Na verdade, o que Newton estudou foram regras que valem para {\displaystyle (a+b)^{n}} quando o expoente n é fracionário ou inteiro negativo, o que leva ao estudo de séries infinitas.
Casos particulares do Binômio de Newton são:
{\displaystyle {\left(x+y\right)}^{1}=x+y}
{\displaystyle {\left(x+y\right)}^{2}=x^{2}+2xy+y^{2}}

## Notação e fórmula
O teorema do binômio de Newton se escreve como segue:
{\displaystyle {\left(x+y\right)}^{n}=\sum _{k=0}^{n}{n \choose k}x^{n-k}y^{k}}
Os coeficientes {\displaystyle {n \choose k}} são chamados coeficientes binomiais e são definidos como:
{\displaystyle {n \choose k}={\frac {n!}{k!(n-k)!}},} onde {\displaystyle n} e {\displaystyle k} são inteiros, {\displaystyle k\leq n} e {\displaystyle x!=1\times 2\times \ldots x} é o fatorial de x.
O coeficiente binomial {\displaystyle {n \choose k}} corresponde, em análise combinatória, ao número de combinações de n elementos agrupados k a k.

## O triângulo de Pascal
Um algoritmo simples para calcular os coeficientes binomiais é o triângulo de Pascal.
O triângulo de Pascal é  um triângulo numérico infinito formado por coeficientes binomiais {\displaystyle {\begin{matrix}{n \choose k}\end{matrix}},} onde {\displaystyle n} representa o número da linha (posição vertical) e {\displaystyle k} representa o número da coluna (posição horizontal). 
A construção do triângulo faz-se de forma que cada elemento do triângulo de Pascal seja igual à soma dos elementos imediatamente acima e à direita com o elemento imediatamente acima e à esquerda. O elemento da primeira linha e primeira coluna é 1.
O princípio do triângulo de Pascal é a relação de Stifel também conhecida como igualdade do triângulo de Pascal:
{\displaystyle {n-1 \choose k-1}+{n-1 \choose k}={n \choose k}}

O triângulo de Pascal.

Esta fórmula e o triângulo de Pascal são muitas vezes atribuídos a Blaise Pascal, que os descreveu no século XVII. Já eram, no entanto, conhecidos do matemático Chinês Yang Hui no século XIII. O matemático persa Omar Caiam pode ter sido o primeiro a descobrir.
Por exemplo, o desenvolvimento de diversos binômios através dessa técnica:
{\displaystyle {\left(x+y\right)}^{2}=x^{2}y^{0}+2x^{1}y^{1}+x^{0}y^{2}}
{\displaystyle {\left(x+y\right)}^{3}=x^{3}y^{0}+3x^{2}y^{1}+3x^{1}y^{2}+x^{0}y^{3}}
{\displaystyle {\left(x+y\right)}^{4}=x^{4}y^{0}+4x^{3}y^{1}+6x^{2}y^{2}+4x^{1}y^{3}+x^{0}y^{4}.}

O triângulo de Pascal

Para resolvermos binômios do tipo (x+y)n é possível utilizar o triângulo de pascal, onde n é a linha reapresentada no triângulo (na imagem indo de 0 à 14). Para iniciar o processo utilizamos o primeiro (x) termo da esquerda para a direita:
(x+y)n= __xn___+__x(n-1)__x(n-2)+ ...+__x(n-n)__
Agora seguindo o mesmo procedimento para o segundo termo (y), porém da direita para a esquerda:
(x+y)n=__xn y(n-n)+__x(n-1) y1+__x(n-2) y2+ ...+__x(n-n) yn.
Para sabermos os coeficientes deste binômio basta olhar, no triângulo de Pascal, a n-ésima linha e colocá-los na ordem em que se encontra.
Para isso, segue o seguinte exemplo:
{\displaystyle {\left(x+y\right)}^{3}=x^{3}y^{0}+3x^{2}y^{1}+3x^{1}y^{2}+x^{0}y^{3}}
Podemos ver que os coeficientes correspondem aos da linha 3 do triângulo de Pascal.
Neste exemplo podemos verificar que os coeficientes são, consecutivamente, os valores da linha 3 do triângulo de Pascal.
Sendo assim teríamos para cada linha do triângulo de Pascal um binômio:
| n |   |   |    |    |    |   |   | (x+y)n                               |
| 0 | 1 |   |    |    |    |   |   | 1                                    |
| 1 | 1 | 1 |    |    |    |   |   | x+y                                  |
| 2 | 1 | 2 | 1  |    |    |   |   | x2+2xy+y2                            |
| 3 | 1 | 3 | 3  | 1  |    |   |   | x3+3x2y+3xy2+y3                      |
| 4 | 1 | 4 | 6  | 4  | 1  |   |   | x4+4x3y+6x2y2+4xy3+y4                |
| 5 | 1 | 5 | 10 | 10 | 5  | 1 |   | x5+5x4y+10x3y2+10x2y3+5xy4+y5        |
| 6 | 1 | 6 | 15 | 20 | 15 | 6 | 1 | x6+6x5y+15x4y2+20x3y3+15x2y4+6xy5+y6 |

## Demonstração do teorema do Binômio de Newton
Antes de começar, vale lembrar que:
{\displaystyle \sum _{k=0}^{n-1}a_{k}=\sum _{k=1}^{n}a_{k-1}} (1)

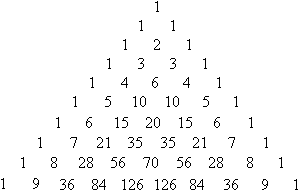
⠀⠀⠀⠀⠀⠀

Sejam x, y elementos de um anel comutativo( xy=yx) e n um inteiro não-negativo.
{\displaystyle (x+y)^{n}=\sum _{k=0}^{n}{n \choose k}x^{n-k}y^{k}}
Demonstraremos por indução matemática.
Base:
{\displaystyle n=0~,\qquad (x+y)^{0}=1={0 \choose 0}x^{0}y^{0}}
{\displaystyle n=1~,\qquad (x+y)^{1}=x+y={1 \choose 0}x^{1}y^{0}+{1 \choose 1}x^{0}y^{1}}
Recorrência:
Seja n um inteiro maior ou igual a 1, mostraremos que a relação para n implica a relação para n+1:
Da hipótese de indução:
{\displaystyle (x+y)^{n+1}=(x+y)\cdot \sum _{k=0}^{n}{n \choose k}x^{n-k}y^{k},}
Por distributividade de produto sob a soma:
{\displaystyle (x+y)^{n+1}=x^{n+1}+x\cdot \sum _{k=1}^{n}{n \choose k}x^{n-k}y^{k}+y\cdot \sum _{k=0}^{n-1}{n \choose k}x^{n-k}y^{k}+y^{n+1}}
Que pode ser reescrito usando (1):
{\displaystyle (x+y)^{n+1}=x^{n+1}+x\cdot \sum _{k=1}^{n}{n \choose k}x^{n-k}y^{k}+y\cdot \sum _{k=1}^{n}{n \choose k-1}x^{n-k+1}y^{k-1}+y^{n+1}}
{\displaystyle (x+y)^{n+1}=x^{n+1}+\sum _{k=1}^{n}\left\lbrack {{n} \choose {k}}+{{n} \choose {k-1}}\right\rbrack x^{n-k+1}y^{k}+y^{n+1}}
Usando a formula do triângulo de Pascal:
{\displaystyle (x+y)^{n+1}=x^{n+1}+\sum _{k=1}^{n}{{n+1} \choose k}~x^{n-k+1}y^{k}+y^{n+1}}
Reagrupando o somatório:
{\displaystyle (x+y)^{n+1}=\sum _{k=0}^{n+1}{{n+1} \choose k}~x^{n-k+1}y^{k}}
E segue o resultado.

## Aplicações
O binómio de Newton pode ser usado para derivar diversas expressões matemáticas, através da escolha adequada de x e y. Por exemplo:
- {\displaystyle 0=(1-1)^{n}=\sum _{k=0}^{n}{n \choose k}(-1)^{k}}
- {\displaystyle 2^{n}=(1+1)^{n}=\sum _{k=0}^{n}{n \choose k}}
- {\displaystyle 2^{2n}=(1+1)^{2n}=\sum _{k=0}^{2n}{2n \choose k}}
- {\displaystyle 1=[x+(1-x)]^{n}=\sum _{k=0}^{n}{n \choose k}x^{k}(1-x)^{n-k}=\sum _{k=0}^{n}B_{k}^{n}(x),} onde {\displaystyle B_{k}^{n}(x)} são os polinómios de Bernstein.

Recomendado:{\displaystyle {\left(x+y\right)}^{n}=\sum _{k=0}^{n}{n \choose k}x^{n-k}y^{k}}